# Hippodrome de Vignetta
L'Hippodrome de Vignetta se situe à Ajaccio en Corse-du-Sud. C'est un hippodrome ouvert au trot et au galop avec une piste de 1 070 m en herbe avec corde à droite.